# Steele (Alabama)
 Steele, Alabama és una població dels Estats Units a l'estat d'Alabama. Segons el cens del 2000 tenia 1.093 habitants.

## Demografia
Segons el cens del 2000, Steele tenia 1.093 habitants, 430 habitatges, i 323 famílies La densitat de població era de 64,8 habitants/km².
Dels 430 habitatges en un 30,9% hi vivien nens de menys de 18 anys, en un 60,5% hi vivien parelles casades, en un 11,2% dones solteres, i en un 24,7% no eren unitats familiars. En el 23% dels habitatges hi vivien persones soles l'11,2% de les quals corresponia a persones de 65 anys o més que vivien soles. El nombre mitjà de persones vivint en cada habitatge era de 2,54 i el nombre mitjà de persones que vivien en cada família era de 2,98.
Per edats la població es repartia de la següent manera: un 23,9% tenia menys de 18 anys, un 8,5% entre 18 i 24, un 30,2% entre 25 i 44, un 23,3% de 45 a 60 i un 14,1% 65 anys o més.
L'edat mediana era de 37 anys. Per cada 100 dones hi havia 97,6 homes. Per cada 100 dones de 18 o més anys hi havia 89,5 homes.
La renda mediana per habitatge era de 32.941 $ i la renda mediana per família de 37.885 $. Els homes tenien una renda mediana de 31.346 $ mentre que les dones 20.385 $. La renda per capita de la població era de 15.380 $. Aproximadament el 9,6% de les famílies i el 10,7% de la població estaven per davall del llindar de pobresa.

## Poblacions més properes
El següent diagrama mostra les poblacions més properes.